# Église Saint-Médard d'Acy
L'église Saint-Médard d'Acy est une église située à Acy, en France.

## Description
L'édifice adopte la forme d'une croix latine, avec le clocher appuyé sur la croisée entre la nef et le transept.

## Localisation
L'église est située sur la commune d'Acy, dans le département de l'Aisne.

## Historique

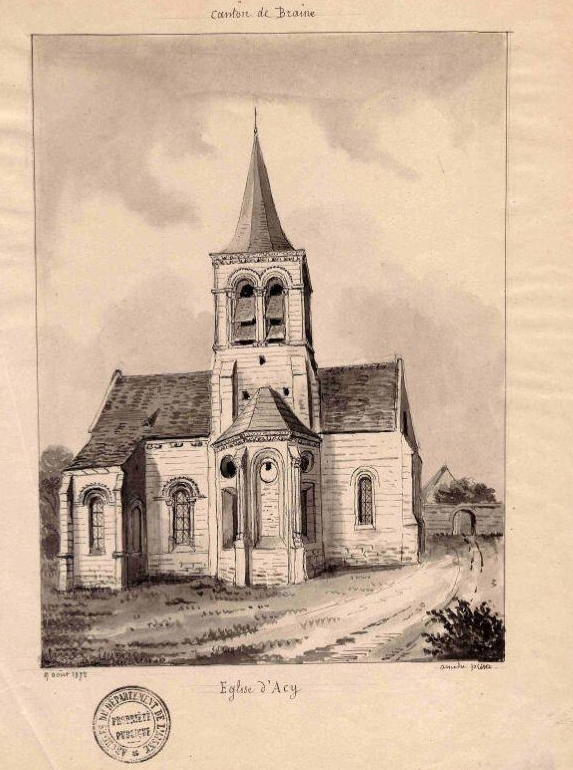
Dessin de l'église par Amédée Piette (1808-1803).

L'église a été bâtie pour l'essentiel au XIIe siècle, une abside ayant rajoutée au siècle suivant. Elle connaît quelques remaniements au XVIIIe siècle.